# Мілфорд (Міссурі)
Мілфорд (англ. Milford) — селище (англ. village) в США, в окрузі Бартон штату Міссурі. Населення — 24 особи (2020).

## Географія
Мілфорд розташований за координатами 37°35′11″ пн. ш. 94°9′29″ зх. д. / 37.58639° пн. ш. 94.15806° зх. д. (37.586264, -94.158166).  За даними Бюро перепису населення США в 2010 році селище мало площу 0,11 км², уся площа — суходіл.

## Демографія
Згідно з переписом 2010 року, у селищі мешкало 26 осіб у 14 домогосподарствах у складі 7 родин. Густота населення становила 240 осіб/км².  Було 23 помешкання (213/км²).
Расовий склад населення:
| - 100,0 % — білих |

До двох чи більше рас належало 0,0 %. Частка іспаномовних становила 0,0 % від усіх жителів.
За віковим діапазоном населення розподілялося таким чином: 11,5 % — особи молодші 18 років, 57,7 % — особи у віці 18—64 років, 30,8 % — особи у віці 65 років та старші. Медіана віку мешканця становила 55,5 року. На 100 осіб жіночої статі у селищі припадало 100,0 чоловіків;  на 100 жінок у віці від 18 років та старших — 91,7 чоловіків також старших 18 років.
Середній дохід на одне домашнє господарство  становив 40 082 долари США (медіана — 42 813), а середній дохід на одну сім'ю — 51 990 доларів (медіана — 50 000). 
Цивільне працевлаштоване населення становило 7 осіб. Основні галузі зайнятості: виробництво — 85,7 %, оптова торгівля — 14,3 %.